# الحزب الديمقراطي الاجتماعي (المكسيك)
الحزب الديمقراطي الاجتماعي (بالإسبانية: Partido Socialdemócrata)‏ هو حزب سياسي مكسيكي، أسس في 2005، وحل في 2009، يقع مقره في مدينة مكسيكو.

## أعضاء بارزون
- كود سباركل
- تحديث القائمة

- كواوتيموك بلانكو
- أرماندو غارسيا منديز
- Alberto Begné Guerra
- Aída Marina Arvizu Rivas
- Delio Hernández Valadés
- Elsa Conde Rodríguez
- Alberto Ochoa Manzur
- كارمين غارسيا
- Jesús Gilberto Gómez Maza
- Jorge Carlos Díaz Cuervo